# Cleansing
Cleansing es el cuarto álbum de estudio de la banda de metal industrial estadounidense Prong, producido por Terry Date y publicado por Epic Records en 1994. Cleansing fue el único álbum de la banda que logró éxito comercial.

## Lista de canciones
Todas escritas por Prong
1. "Another Worldly Device" – 3:23
2. "Whose Fist Is This Anyway?" – 4:42
3. "Snap Your Fingers, Snap Your Neck" – 4:11
4. "Cut-Rate" – 4:52
5. "Broken Peace" – 6:11
6. "One Outnumbered" – 4:58
7. "Out of This Misery" – 4:25
8. "No Question" – 4:17
9. "Not of This Earth" – 6:25
10. "Home Rule" – 3:57
11. "Sublime" – 3:53
12. "Test" – 6:40

## Créditos
- Tommy Victor - voz, guitarra
- Paul Raven - bajo
- Ted Parsons - batería
- John Bechdel - teclados

## Versiones
"Snap Your Fingers, Snap Your Neck" ha sido versionada por las siguientes bandas:
- Dry Kill Logic en el EP Rot
- Demon Hunter en el álbum The Triptych
- Six Feet Under en el álbum Graveyard Classics 3
- Grinspoon en el EP Pushing Buttons.